# Theater Anu
Theater Anu inszeniert poetisches Theater im Öffentlichen Raum. Begehbare Installationen und das Theater der Begegnung sind charakteristisch für die Theaterinstallationen.
Seit den 2000er Jahren erforscht und inszeniert Theater Anu poetische Theaterformen im öffentlichen Raum. Gegründet in Heppenheim (Bergstraße), hat die Compagnie ihren Hauptsitz seit 2007 in Berlin. In Zusammenarbeit mit zahlreichen Künstlern bespielt sie unter der Leitung von Sybille Behr und Stefan Behr Parkanlagen, Plätze und besondere Orte – wie beispielsweise Tunnel oder Industriehallen – in Deutschland und Europa. Jedes Jahr erleben etwa 100.000 Besucher Inszenierungen von Theater Anu. Neben dem eigenen Repertoire inszeniert Theater Anu individuelle und einmalige Produktionen.

## Stil
Theater Anu inszeniert poetisches Theater in Form von einem Theater der Begegnung:

### Poetisches Theater
Poetische Theaterformen – darunter verstehen die beiden Theatermacher die stetige Suche nach Kunstformen der Versöhnung des Menschen mit seiner Welt. Es sind Begegnungen zwischen Darstellern und Besuchern in einem ungeschützten Theaterraum: dem Stadtraum. Draußen ist die Realität, sie gilt es zu verändern. So schafft Theater Anu in ihren Theaterinstallationen Räume für Atmosphäre und Schönheit, Zeit und Entschleunigung, Begegnung und Nachhaltigkeit. Seit 2005 arbeiten sie verstärkt in der Form der Theaterinstallation, sie selbst sprechen von „poetischen Welten“, in die der Besucher eintauchen und dort für mehrere Stunden verweilen kann.

### Theater der Begegnung
Der Zuschauer wird beim Betreten der Theaterinstallationen von Theater Anu zum Besucher und bleibt nicht außen vor, sondern begibt sich in das Geschehen hinein. So kann in den einzelnen Spielstationen bei Theater Anu eine Begegnung zwischen Spieler und Besucher stattfinden. Theater Anu schafft in den Inszenierungen Angebote dieser Begegnung – vom Blick, über das Lächeln, von der Berührung bis zum gemeinsamen Spiel. Dabei gibt es keine Exklusivität, keine geschlossenen Räume. Mehrere tausend Menschen können die Theaterinstallationen pro Spielabend erleben. Sie begegnen den Figuren, entscheiden selbst über Nähe und Distanz, geraten ins Spiel oder schauen anderen dabei zu.

### Über das Erzählen von Geschichten
Theater Anu versteht sich in der Tradition des Geschichtenerzählens. Sie glauben an die Kraft von Geschichten, sind sich aber auch darüber bewusst, dass es andere Geschichten braucht: Der amerikanische Mythenforscher Joseph Campbell belegt in seinen Arbeiten, dass in allen Teilen der Welt den Mythen das gleiche Muster zugrunde liegt: die Heldenreise. Diese Geschichten erfüll(t)en einen wichtigen Zweck: Den Menschen in die Gesellschaft mit ihren Werten und Regeln einzuführen und den Jüngling im Speziellen auf das Leben als Krieger vorzubereiten. In der Vision einer friedvollen Welt offenbart sich laut Stefan Behr der Bedarf an neuen Mustern, die sich von der Botschaft „Das Leben ist ein Kampf!“ unterscheiden. So gilt für Theater Anu eine poetische Dramaturgie zu begründen.

## Geschichte
Theater Anu wurde 1998 in Heppenheim von Stefan Behr, Tina Friedmann, Martin Kaschke, Harry Unger und Christoph Becker gegründet. Auch wenn die meisten der Gründungsmitglieder die Compagnie schon bald wieder verließen, spielen sie bis heute in einzelnen Produktionen mit. 1999 entstand mit der Stelzentheaterinszenierung Der Mond ein Stationentheater nach einem Grimm’schen Märchenmotiv. Auf der Grundlage von Ovids Phaethon entstand die zweite Inszenierung Der Sonnenwagen – ein Schattentheater auf Gebäudefassaden. Die Premiere von Lichtspuren (2005) wurde mit dem Publikumspreis beim 8. Internationalen Straßentheaterfestival in Holzminden ausgezeichnet. Mit der Produktion Die große Reise (2007) trat Sybille Behr, damals noch Sybille Kolbe, der Compagnie bei. Die zweite Theaterinstallation nach Lichtspuren war wegweisend für die konzeptionelle und dramaturgische Handschrift von Theater Anu – die Idee des Theaterkosmos war geboren: Die Zuschauer werden eingeladen, in die kunstvoll erschaffenen Welten einzutauchen und in ihnen zu verweilen, sie werden zu Besuchern. Die Verbindung von Installation und Schauspiel machen die Inszenierungen für sie zu vielfältigen und vielschichtigen Erfahrungsräumen. 2009 entsteht zum 20. Jahrestag des Mauerfalls die theatrale Installation Engel über Berlin, die unter dem Titel Engelland als ortsspezifisches Theaterprojekt fortgeführt wird. Auftragsinszenierungen führten Theater Anu unter anderem nach England, Spanien und in die Schweiz. 2011 hat Come to MoraLand – ein poetischer Theaterjahrmarkt und die dritte große Theaterinstallation – Premiere. Bei den Gassensensationen 2012 wird die Parkinszenierung Ovids Traum – im Garten der Wandlungen erstmals der Öffentlichkeit vorgestellt, eine Collage, die auf dem Zyklus der Metamorphosen des römischen Dichters basiert.

## Künstlerische Leitung
Stefan Behr hat 1998 das Theater Anu gegründet, er studierte Theaterpädagogik in Bayern, lernte beim peruanischen Regisseur Mario Delgado Regie und absolvierte ein Studienjahr am Michael Tschechow Studio Berlin. Seit 1993 ist er künstlerischer Leiter des Internationalen Straßentheaterfestivals Gassensensationen in Heppenheim. Er verwirklichte als Regisseur bisher mehr als 30 Theaterprojekte im öffentlichen Raum und ist Mitglied im Vorstand des Bundesverbands für Theater im Öffentlichen Raum e.V.
Sybille Behr studierte Literatur- und Medienwissenschaften in Mannheim und Berlin. Während des Studiums nahm sie Schauspielunterricht und arbeitete an ersten eigenen Projekten. Sie spielte unter anderem bei den Nibelungenfestspielen in Worms (Regie Dieter Wedel) und assistierte an der Schaubühne Berlin und dem Berliner Theatertreffen. Seit 2004 arbeitet sie als Schauspielerin und Regisseurin für Theater Anu. Seit 2008 teilen Stefan Behr und sie sich die künstlerische Leitung. 2009 haben sie geheiratet.

## Inszenierungen

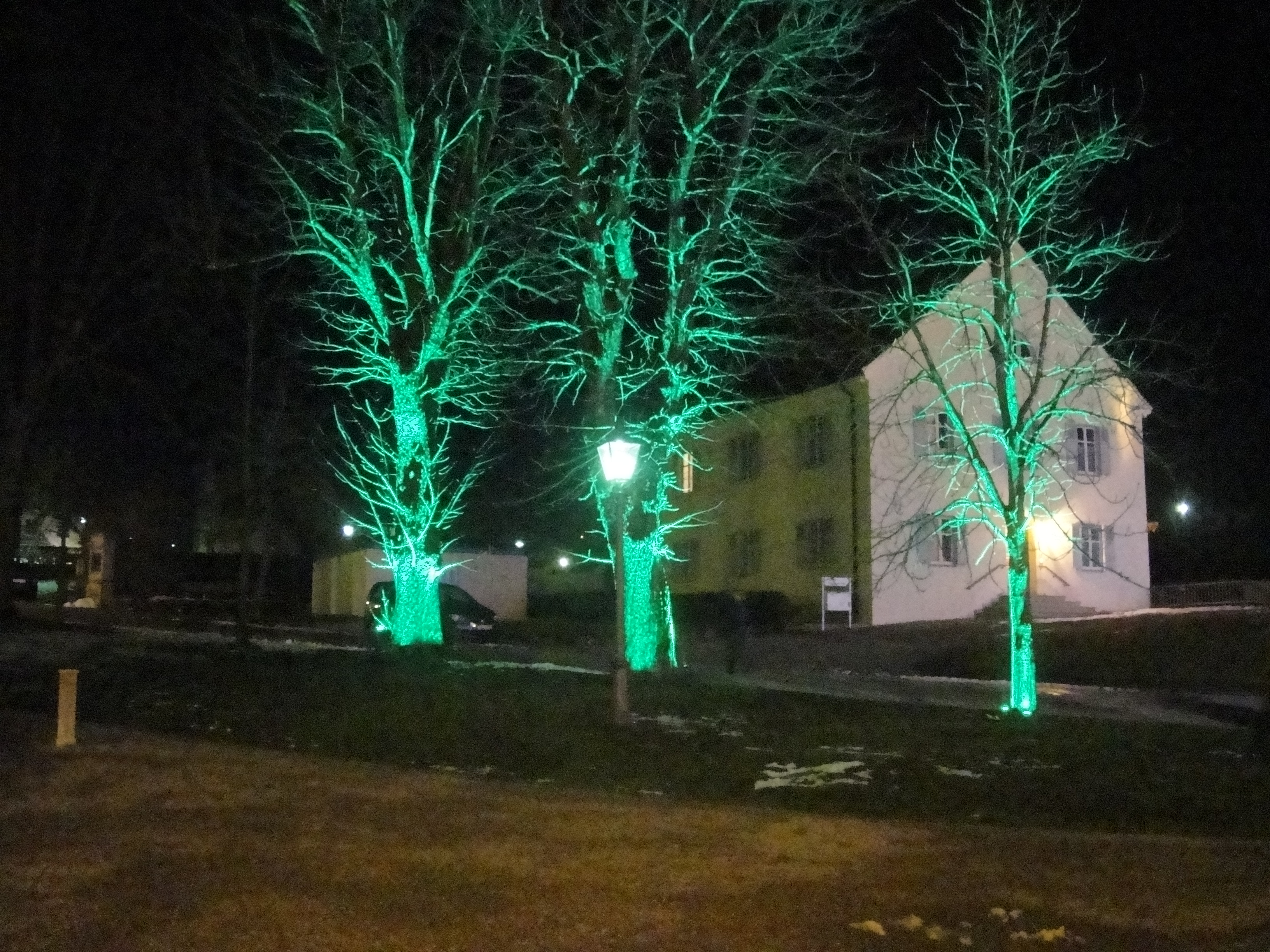
Die Inszenierung Tonspuren auf dem Musikfestival in Irsee 2013

- 2019 Perpetuum – Stadt ohne Mühsal, Repertoire
- 2019 Wie heilt man ein Herz, Bad Nauheim, Auftragsinszenierung
- 2018 Dreamer, Tempelhofer Feld Berlin, Repertoire
- 2017 Sternenzeit, Kurpark Bad Herrenalb zur Gartenschau
- 2016 Sheherazade: Yunus im Geschichtenirrgarten /  Die Stadt der Erzähler
- 2013 Schattenwald – eine poetische Reise in den dunklen Wald, Repertoire
- 2012 Ovids Traum – im Garten der Wandlungen, Repertoire
- 2011 Come to MoraLand, Repertoire
- 2010 Die Schlüsselsuche, Auftragsinszenierung für die Stadt Oranienburg
- 2010 Am Lichterfluss, Auftragsinszenierung Kultursommereröffnung Rheinland-Pfalz
- 2010 The Legend of The Winged Boy, Auftragsinszenierung Newcastle, Weltkulturerbe Hadrianswall
- 2010 Engel über Zollverein, Eröffnung Kulturhauptstadt Europa RUHR.2010, Essen
- 2009 Engel über Berlin, 20 Jahre Mauerfall, Berlin
- 2009 Eröffnung des Congress Centrums Heidenheim, Auftragsinszenierung für die Stadt Heidenheim
- 2009 Das Moortslandfest, Auftragsinszenierung für das Gestaltungsatelier Fabritastika, Schweiz
- 2008 Engel und Diebe, Auftragsinszenierung für die Stadt Heidenheim
- 2008 Engelmuseum – eine theatrale Installation, Repertoire
- 2007 Die große Reise – Begegnungen im Lichterlabyrinth, Repertoire
- 2005 Lichtspuren – eine poetische Parkbespielung, Repertoire
- 2004 Eröffnungsveranstaltung Hessentag, Heppenheim
- 2001 Der Sonnenwagen – Phaethons Flug, nach Ovid, Repertoire, abgespielt
- 1998 Der Mond – ein poetisches Stelzentheater nach einem Grimm’schen Märchenmotiv, Repertoire

## Auftritte
- 20 Jahre Mauerfall Berlin
- Eröffnung Europäische Kulturhauptstadt RUHR.2010 in Essen
- Weltkulturerbe Hadrianswall Newcastle/England
- Ruhrfestspiele Recklinghausen
- 850-Jahr-Feier München
- Lange Nacht der Museen Heidelberg
- Lange Nacht der Museen Berlin
- Kultursommereröffnung Rheinland-Pfalz
- Eröffnung Hessentag 2004
- Lange Nacht der Museen 2011 München (St. Paul)

## Festivals
- Festival TAC in Valladolid/Spanien
- FETA Festival in Danzig/Polen
- Leuven in Scene in Leuven/Belgien
- Fringe Festival in Luzern/Schweiz
- tête-à-tête in Rastatt
- Neuhardenberg Nacht
- La Piazza in Augsburg
- Internationales Sommerspektakel Braunschweig
- La Strada in Bremen
- Kulturufer in Friedrichshafen
- Kölner Sommer
- Altstadtfest in Wien
- Internationales Schattentheaterfestival in Schwäbisch Gmünd
- Internationales Straßentheaterfestival in Ludwigshafen
- Tonspuren (Irsee) 2013
- Internationales Straßentheaterfestival Holzminden 2005 und 2015

## Auszeichnungen
2005 gewann das Theater Anu mit der Inszenierung „Lichtspuren“ den Publikumspreis des 8. Internationalen Straßentheater Festivals in Holzminden sowie erneut 2015 in Holzminden mit der Inszenierung „Ovids Traum“.